# Aleksander Dymczak
Aleksander Dymczak ps. „Zbroja” (ur. 2 stycznia 1897 w Dębnikach, zm. 1918 we Włoszech) – kapral Legionów Polskich, kawaler Orderu Virtuti Militari.

## Życiorys
Urodził się 2 stycznia 1897 w Dębnikach, w rodzinie Aleksandra i Karoliny z Besdeków . Uczył się zawodu w Zakładzie „Lubomirskich” w Krakowie, później praktykował u mechanika Iwanickiego. W tym czasie należał do Związku Strzeleckiego, gdzie ukończył kurs podoficerski. W sierpniu 1914 wstąpił do Legionów Polskich. W składzie I batalionu 1 pułku piechoty wziął udział w wyprawie kieleckiej. W czasie kolejnych bitew zazwyczaj działał jako dowódca  grupy patrolowej. Wyróżnił się w bitwie pod Tarłowem oraz pod Kostiuchnówką. Za udział w kontrataku, w którym jako jeden z pierwszych dotarł na linię wroga, został odznaczony Krzyżem Srebrnym Orderu Virtuti Militari. Po kryzysie przysięgowym wcielony do armii austriackiej i wysłany na front przeciwwłoski. Tam zginął, a miejsce jego spoczynku jest nieznane.

## Ordery i odznaczenia
- Krzyż Srebrny Orderu Wojskowego Virtuti Militari nr 7247 – 17 maja 1922[4][5]
- Krzyż Niepodległości – pośmiertnie 5 sierpnia 1937 „za pracę w dziele odzyskania niepodległości”[6][3]